# Канрин мару
Канрин мару  (咸臨丸) био је први наменски направљени јапански брод (корвета) са мотором на парни погон. Његову изградњу шогунат поручује од холандских бродоградитеља, 1853. године јер је то била једина земља са којом је Јапан имао дипломатске односе током сакоку периода изолације. Канрин мару био је парни брод тада најновије генерације, чија је технологија на западу представљена тек 10 година раније са бродом „HMS Rattler“. Направљен је у бродоградилишту Фопа Смита у Кидердијку у Холандији одакле су скоро индентични изашли бродови „Бали“ за потребе холандске морнарице.
Брод је предат шогунату 21. септембра 1875. под именом „Јапан“ а након тога је преименован и достављен морнаричкој школи у Нагасакију која је основана у циљу унапређивања знања из западне морнаричке технологије.

## Јапанска мисија за САД
Три године касније влада шогуната шаље неколико својих људи у мисију за САД, како би извидио напредак и снагу Америке као и да би потписали и ратификовали одређене споразуме између две државе. Карин мару, као брод који је способан за прекоокенска путовања изабран је као средство за ово путовање. За Америку испловили су 9. фебруара 1860. из Ураге под вођством капетана Кацу Каишуа заједно са Џоном Манџиром, Фукузавом Јукичијем и 96 јапанских морнара, праћени америчким официром Џоном М. Бруком за Сан Франциско.
Ово је званично била друга мисија за амерички континент будући да је тако нешто већ урађено пре више од 250 година пре сакоку политике када је Хасекура Цуненага отишао за Мексико, а затим и у Европу 1614. године на галији „Сан Хуан Батиста“.
Током свог путовања у САД Канрин мару је све време пратио амерички војни брод „USS Powhatan“

## Бошин рат
До краја 1867. године владавина шогуната пада и као последица настаје Бошин рат који ће довести до меиџи обнове. При крају конфликта, у септембру 1868. након неколико победа бакуфуа, осам бродова, укључујући и „Канрин мару“ одлази у руке Еномота Такеакија који своју флоту шаље на север у свом последњем покушају да лансира контра-напад према непријатељској војсци.
Током свог пута флота је налетела на тајфун па је „Канрин мару“, видно оштећен, морао да пристане у луку Шимизу где га преузимају царске снаге које, без обзира на белу заставу предаје и настављају да бомбардују брод и нападају њену посаду.
Еномото се предаје у мају 1869. након последњих борби на острву Езо а брод Канрин мару који је прешао у царске руке остаје на Хокаиду за могуће потребе нове владе. Тамо ће дочекати и свој крај током тајфуна који се десио 1871. године у месту Есаши.
  

## Канрин мару данас
Године 1990. направљена је реплика дупло веће величине од правог и то по оригиналним плановима какав је требало да буде. И ова реплика, као и оригинал направљени су у Холандији и данас се може видети у холандском темацком парку у области Кјушу на југу Јапана. Често се користи за туристичко разгледање вирова у близини луке Аваџи.